# Horizon Sas
Horizon SAS è un consorzio temporaneo d'imprese italo-francese (50% Italia - 50% Francia) costituito da Orizzonte Sistemi Navali S.p.A. (Fincantieri e Leonardo) e Armaris (Naval Group e Thales).

Horizon Sas, nato per la realizzazione dei quattro cacciatorpediniere della Classe Orizzonte secondo un contratto stipulato in forma paritetica tra Italia e Francia, costruisce ora le fregate multiruolo della Classe FREMM.